# En plein cirage (film, 1962)
Pour les articles homonymes, voir En plein cirage.
Pour plus de détails, voir Fiche technique et Distribution.
En plein cirage est un film de Georges Lautner réalisé en 1961 et sorti en salles en France le 14 mars 1962.

## Synopsis
Pour aider en toutes circonstances son voyou de mari au grand cœur, Katy se lance à la recherche de l'un de ses amis, enlevé par une femme.

## Fiche technique
- Titre original français : En plein cirage[1]
- Titre italien : Operazione Gold Ingot[2]
- Réalisation : Georges Lautner
- Scénario : Pierre Laroche et Georges Lautner d'après le roman Le Sang des Mattioli de M.G. Braun
- Dialogues : Pierre Laroche
- Musique : Georges Delerue
- Image : Maurice Fellous
- Son : Jean Bertrand
- Montage : Michelle David
- Décors : Louis Le Barbenchon
- Production : Georges Lautner, Maurice Juven, Pierre Thomas, Jules Kerbois, Carlo Infascelli, Carlo Borsari
- Sociétés de production : Consorzio Italiano Film, Delbar Films, Films A. de la Bourdonnaye, Francital, Nord-Artistica Cinematografica, Orcina, Primex Italiana
- Pays de production :  France -  Italie
- Langue originale : français
- Format : Noir et blanc - Son mono - 35 mm
- Genre : Comédie policière
- Durée : 104 minutes
- Dates de sortie :
  - France : 14 mars 1962
  - Italie : 1965

## Distribution
- Martine Carol : Kathy
- Francis Blanche : le commissaire Camille Fellous
- Félix Marten : Félix
- Alberto Lionello : René
- Nico Pepe : Sforza
- Yves Barsacq : le gangster
- Pierre Barouh : René
- Bernard Blier : (simple apparition)
- Henri Cogan : un truand
- Ida Stuart : Gilda
- Gaia Germani
- Raymond Meunier